# José Alejo Valenzuela
José Alejo María del Carmen Valenzuela Díaz (*Santiago, 17 de julio de 1816 - Santiago, 5 de noviembre de 1879) fue un abogado, juez y político chileno.
Hijo de Pedro Pablo Valenzuela Saavedra y su cónyuge Juana Petronila Díaz Ahumada. Estudió en el Instituto Nacional y, posteriormente, se convirtió en abogado el 23 de abril de 1839.
Contrajo matrimonio, en primeras nupcias, con Carolina Reynals y Pruneda, con quien tuvo una hija. El 11 de mayo de 1850 se casó, en segundas nupcias, con Ana Basterrica Valenzuela, matrimonio del cual nacieron nueve hijos. 
Desempeñó diversas funciones en el Poder Judicial de Chile: relator suplente de la Corte de Apelaciones de Santiago (1839-1844), juez suplente de Santiago y juez del crimen de Valparaíso (1845), ministro de la Corte de Apelaciones de La Serena (1849) y de la Corte de Apelaciones de Santiago (1852), y ministro de la Corte Suprema de Chile (1858-1879).
También fungió como Intendente de la Provincia de Coquimbo (1851), Intendente de Santiago (1853), diputado por Chillán (1852-1855) y Petorca (1855-1858), Consejero de Estado (1861), y senador suplente (1858-1867).
Miembro de la Comisión Revisora encargada para el Proyecto de Código Civil de 1853, nombrada por el ejecutivo (la que inició los trabajos el 24 de junio de 1853 y concluyeron en octubre de 1855).